# Transformers: Prime
Transformers: Prime é uma série do Universo Transformers feita em CGI, Esta série é do canal The Hub, um canal de TV feito em parceria com a Discovery e a Hasbro, estreou em 2010 e se encerrou em 2013. Foi produzido por Roberto Orci e Alex Kurtzman, roteiristas dos filmes Transformers e Transformers: Revenge of the Fallen, mais Jeff Kline e Duane Capizzi, e pelos estúdios da Hasbro e Digitalscape Co. Ltd.

## Sinopse
Depois do último ataque dos Decepticons na Terra, Os Autobots aguardam o retorno dos Decepticons, enquanto eles fazem amizade com alguns humanos, a luta dos Autobots para proteger a terra dos Decepticons, e o retorno de Megatron, que está desaparecido há três anos na Terra, com a posse do Dark Energon, Megatron planeja usar isso para derrotar os Autobots.

## Sobre a série
Esta série é uma encarnação completa dos filmes e séries animadas anteriores com poucos humanos demonstrados a saber da existência dos Transformers na terra, mas esta série usa elementos de todos, como Bumblebeee não poder falar a língua humana. mas fala pelos efeitos sonoros de seu rádio que alguns seres humanos podem enteder claramente (tal como Raf) ou como nos filmes live-action dos Transformers.
Curiosidade: o único Autobot do quinteto principal que não apareceu na série de filmes live-action foi Bulkhead. Optimus Prime e Bumblebee apareceram em todos os filmes lançados até agora. Ratchet apareceu no primeiro até o quarto filme live action e também do filme solo do Bumblebee. Já Arcee participou do segundo filme e do filme solo do Bumblebee.

## Episódios
3 temporadas (2010 a 2013) 65 episódios 1 filme
(Tempo do Episódio:20 a 23 minutos)

### Mini série (2010)
Ep.1 Darkness Rising pt.1
Ep.2 Darkness Rising pt.2
Ep.3 Darkness Rising pt.3
Ep.4 Darkness Rising pt.4
Ep.5 Darkness Rising pt.5

### 1°Temporada (2010)
Ep.6 Alunos e Mestres
Ep.7 O Ferro Velho
Ep.8 A Tramoia
Ep.9 O Comboio
Ep.10 O Deus da Máquina
Ep.11 O Racha
Ep.12 Destruidor
Ep.13 Mente Doente
Ep.14 Fora de si
Ep.15 Zona Sombria
Ep.16 Operação Breakdown
Ep.17 Dupla Atração
Ep.18 Atração Metálica
Ep.19 Fundo do Poço
Ep.20 Parceiros
Ep.21 T.M.I.
Ep.22 Mais Forte e Mais Rápido
Ep.23 Um Deverá se Render
Ep.24 Um Deverá Subir Parte 1
Ep.25 Um Deverá Subir Parte 2
Ep.26 Um Deverá Subir Parte 3

### 2°Temporada (2012)
Ep.1 Orion Pax Parte 1
Ep.2 Orion Pax Parte 2
Ep.3 Orion Pax Parte 3
Ep.4 Operação Bumblebee Parte 1
Ep.5 Operação Bumblebee Parte 2
Ep.6 Fora de Controle
Ep.7 Fogo Cruzado
Ep.8 Nemesis Prime
Ep.9 Em Apuros
Ep.10 Frota de Guerra
Ep.11 Humanidade em Perigo
Ep.12 Visão Dentro do Túnel
Ep.13 Triangulação
Ep.14 Triagem
Ep.15 Toxicidade
Ep.16 Abatido
Ep.17 Direto do Passado
Ep.18 Novo Recruta
Ep.19 O Fator Humano
Ep.20 Legado
Ep.21 Alfa e Ômega
Ep.22 Competições de Poderes
Ep.23 Trabalho Interno
Ep.24 Ameaça Inesperada
Ep.25 Regeneração
Ep.26 A Hora Mais Escura

### 3°TemporadaBeast Hunters (Caçadores do Mal)(2013)
Ep.1 Caçadores do Mal
Ep.2 Enfraquecidos
Ep.3 Presa Fácil
Ep.4 Rebelião
Ep.5 Projeto Predacon
Ep.6 Cadeia de Comando
Ep.7 Mais Um
Ep.8 Com Sede
Ep.9 Evolução
Ep.10 Menos Um
Ep.11 Persuasão
Ep.12 Síntese
Ep.13 Embate Final
Filme: Transformers Prime Beast Hunters Predacon Rising (2013)

## Linha de Brinquedos
Transformers: Prime começou a bater os mercados em meados de 2011. Os brinquedos de Transformers: Prime foram anunciados e fabricados pela Hasbro.

## Quadrinhos
Uma minissérie em quadrinhos de quatro partes da série foi lançado em 13 de outubro de 2010, nos Estados Unidos. Foi lançado no Canadá em 26 outubro de 2010,  e há outras empresas, no Canadá. A banda desenhada detém 88 páginas e é publicado pela IDW Publishing. A revista em quadrinhos é na verdade um prequel dos desenhos animados. Os personagens que mais se apresentaram no livro foram o Cliffjumper e  a Arcee e o Decepticon Starscream. Duas versões da história em quadrinhos estão nas lojas agora.Este livro está a venda no Amazon.
Foi revelado em 05 de novembro de 2010 que IDW iria publicar uma página 104 Transformers: Prime quadrinhos (baseado no desenho animado), intitulado Transformers: Prime - Volume 1. O livro será lançado no dia 29 de marco de 2011, e será baseado na estreia mini-série,Darkness Rising. Vai ser escrito por Mike Johnson.
Tal como acontece com Transformers Animated, a IDW vai publicar e recriar  cada episódio de Transformers: Prime em  uma série de livros cômicos.

## Convenções
Após a BotCon 2010, Lançaram um evento para os fãs verem os designs dos personagens, Este evento recebeu o nome de Transformers: Prime Panel. Os designs de Prime. Também foram mostrados fora na Comic Con de 2010. Seguem duas fontes: *Hi-resolution stills from the Transformers Prime teaser trailer

## Emissoras e estados
O The Hub exibiu a série a partir de 26 de Novembro nos Estados Unidos, já no Canadá foi exibido no canal YTV em 2011

## Boatos
Quando lhe perguntaram quando seria o show de estréia, o site de televisão americano showrunners comentou que a sua obrigação é fornecer os episódios e a partir de agora, O Centro não tem uma data de quando sólidos Transformers: Prime vai estrear. No entanto,O site americano de TV advertising age informa que o show vai estrear quando a estréia de rede em 10 de outubro de 2010.

## Sneek Peaks
Os EUA hoje tem demonstrado um sneak peek da série que inclui Arcee, Raf, Jack e  os Eradicons.  Vemos a Arcee falando. Na IGN  temos um trailer de 1 minuto  que foi mostrado com clipes CGI.Os episódios foram ar oficialmente em 26 de novembro de 2010. Novos episódios começaram de 01 de dezembro de 2010 em diante.

## Video-games

### Transformers Prime: Terrorcon Defense
Estamos muito perto do regresso de Transformers: Prime.Agora temos um breve jogo. No site do The Hub você pode jogar o game "Transformers: Prime - Terrorcon Defense"
O game fala que as forças Decepticon descobriram um depósito escondido de Dark Energon. Use o seu arsenal de armas para destruir os Decepticons antes que eles possam retornar este Dark Energon ao seu mestre, Megatron

### Transformers Prime: The Game

#### Para Wii,Wii U,3DS e DS
Publicada pela Activision, foi lançado dia 30 de Outubro de 2012 para DS,3DS e Wii e no dia de 18 de novembro de 2012 no Wii U.O jogo foi em base da 1°Temporada e 2°Temporada da animação da Hasbro.

## Emissoras de TV

### Estados Unidos
Transformers: Prime foi exibido no The Hub em 26 de Novembro de 2010 como um especial espiadinha. Oficialmente começou em 29 de novembro de 2010. A mini-série do primeiro episódio com cinco episódios  "Darkness Rising" é o piloto da série. A mini-série é intitulada Transformers: Prime. Mas o resto da série é intitulada Transformers: Prime - The Animated Series.

### Brasil
No Brasil, a NETFLIX apresenta aos seus assinantes a primeira temporada sendo a segunda e terceira temporadas disponíveis no Max, com total de 65 episódios divídos entre estes 2 serviços de streaming, na TV aberta, costumava ser exibida na Band aos domingos (somente a primeira temporada) e foi exibida na íntegra no Cartoon Network.

### Canadá
Foi anunciado que o Hub estreia em uma série de canais da Corus Entertainment TV, a partir de 2011. O canal foi anunciado pelo Teletoon.

## Datas de lançamentos
| Região                 | Canal            | Premiere                                                            | Título              |
| ---------------------- | ---------------- | ------------------------------------------------------------------- | ------------------- |
| Estados Unidos         | The Hub          | 26 de Novembro de 2010(sneak peek) 29 de Novembro de 2010 (oficial) | Transformers: Prime |
| Canadá                 | Teletoon         | 9 de Janeiro de 2011                                                |                     |
| Portugal               | Panda Biggs      | 13 de fevereiro de 2012                                             | Transformers: Prime |
| Espanha                | Boing            | Setembro de 2011                                                    |                     |
| Itália                 | Italia 1 e Boing | 11 de setembro de 2011                                              |                     |
| Alemanha               | Nickelodeon      | 23 de setembro de 2011                                              |                     |
| Holanda                | Nickelodeon      |                                                                     |                     |
| Reino Unido            | Cartoon Network  | 5 de setembro de 2011                                               |                     |
| Dinamarca              | Cartoon Network  | 2011                                                                |                     |
| Brasil                 | Cartoon Network  | 7 de novembro de 2011                                               | Transformers: Prime |
| Polónia                | Cartoon Network  | 5 de dezembro de 2011                                               |                     |
| Hungria                | Cartoon Network  | 9 de janeiro de 2012                                                |                     |
| Noruega                | Cartoon Network  |                                                                     |                     |
| Suécia                 | Cartoon Network  |                                                                     |                     |
| Turquia                | Cartoon Network  | 20 de janeiro de 2012                                               |                     |
| Oriente Médio          | Cartoon Network  | 8 de setembro de 2011                                               |                     |
| Rússia                 | Karusel          | Janeiro de 2012                                                     |                     |
| Coreia do Sul          | EBS              | 29 de agosto de 2011                                                |                     |
| Hong Kong              | TVB Jade         | 28 de agosto de 2011                                                |                     |
| Emirados Árabes Unidos | Spacetoon        | 19 de abril de 2016                                                 | ترانسفورمرز: برايم  |

## Dublagem americana

### Autobots
- Optimus Prime: Peter Cullen
- Bumblebee: Will Friedle (Episódio 65)
- Ratchet:Jeffrey Combs
- Bulkhead: Kevin Michael Richardson[carece de fontes?]
- Arcee: Sumalee Montano[carece de fontes?]
- Cliffjumper: Dwyane Johnson[6]
- Whelljack: James Horan
- Smookescreen: Nolan North
- Ultra Magnus: Michael Ironside

## DVD
Foi Lançado DVD´S de Transformers Prime, Somente da 1ª Temporada pela Universal No Brasil, o Último foi em 2014: One Shall Stand. Em 2017 foi lançado pelas lojas americanas chamado de DVD Light a temporada 2 volume 1 com 5 episódios: Orion pax parte 1,2,3 Operação Bumblebee parte 1 e 2. Não se sabe se vai ser lançado mais episódios em DVD.
| Título do DVD                             | Temporada    | Proporção de tela (Aspect ratio) | Número de episódios | Tempo de duração | Data de lançamento | Episódios |
| ----------------------------------------- | ------------ | -------------------------------- | ------------------- | ---------------- | ------------------ | --------- |
| Transformers: Prime - The Animated Series | 1ª Temporada | 16:9                             | 26                  | 22 Min.          | Desconhecido       | 1 ao 26   |